# Beta Sculptoris
Beta Sculptoris (β Sculptoris, förkortat Beta Scl, β Cyg)  som är stjärnans Bayerbeteckning, är en ensam stjärna belägen i den sydvästra delen av stjärnbilden Bildhuggaren. Den har en skenbar magnitud på 4,37 och är synlig för blotta ögat där ljusföroreningar ej förekommer. Baserat på parallaxmätning inom Hipparcosuppdraget på ca 18,7 mas, beräknas den befinna sig på ett avstånd på ca 174 ljusår (ca 53 parsek) från solen. 

## Egenskaper
Beta Sculptoris är en blå till vit jättestjärna av spektralklass B9.5 IIIp (HgMnSi). Den hör till klassen av kemiskt märkliga stjärnor som kallas Kvicksilver-Mangan-stjärnor, som har överskott av kvicksilver, mangan och kisel i dess spektrum. Den har en massa som är ca 3 gånger större än solens massa, en radie som är ca 2 gånger större än solens och utsänder från dess fotosfär ca 80 gånger mera energi än solen vid en effektiv temperatur på ca 12 100 K.
Beta Sculptoris är en misstänkt α2 CVn-variabel med magnitudvariation från 4,35 till 4,39.